# Artemor

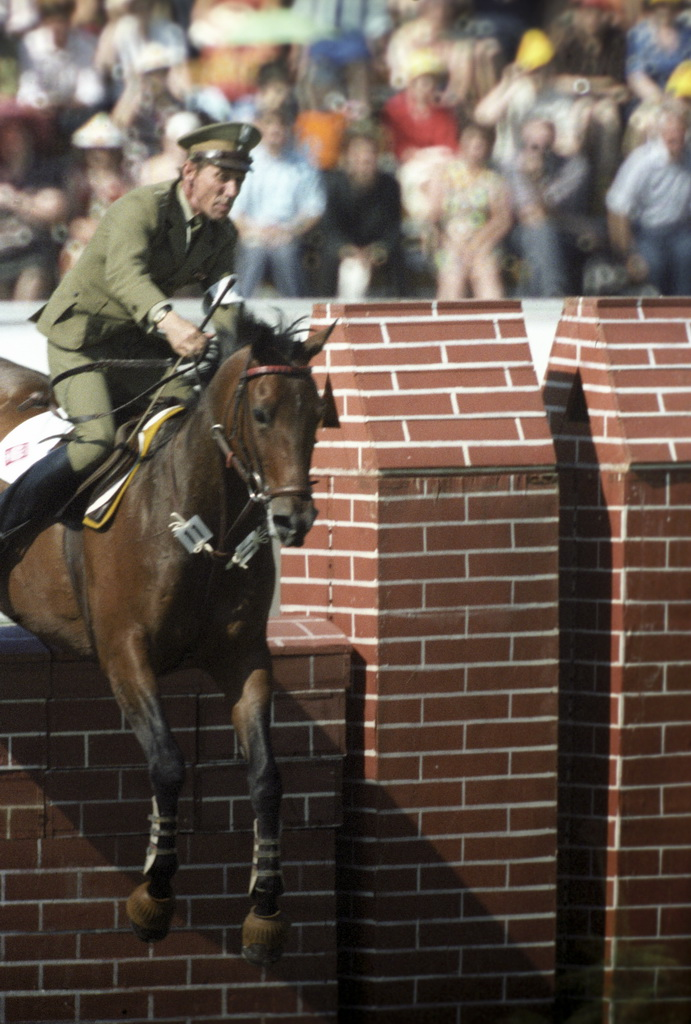
Artemor pod Janem Kowalczykiem na igrzyskach w Moskwie (1980)

Artemor – polski koń rasy małopolskiej, na którym Jan Kowalczyk zdobył złoty medal olimpijski w indywidualnym konkursie skoków przez przeszkody oraz srebrny medal drużynowo na Letnich Igrzyskach Olimpijskich w Moskwie w 1980 roku.  

## Życiorys
Artemor pochodził z hodowli w Stadninie Koni w Janowie Podlaskim. Urodził się 10 marca 1969 roku, jego ojcem był ogier pełnej krwi angielskiej Eros (Turysta – Eroika po Aquino), hodowli Stadniny Koni Golejewko, zaś jego matką była klacz półkrwi angloarabskiej Artemiza xo (Equator – Artemis po Wielki Szlem oo). Artemor był niedużym wałachem maści gniadej, o wzroście 163 centymetrów w kłębie, wesołym i o dużej energii. W wieku 3 lat biegał na torze wyścigowym nie odnosząc sukcesów.
Po zakończeniu startów na torze wyścigowym, trafił do Jeździeckiego Ludowego Klubu Sportowego w Sopocie, gdzie startował w konkursach skoków przez przeszkody i WKKW, w 1978 roku został przekazany przez sopocki klub do Legii Warszawa. Od tej chwili aż do roku 1984 dosiadał go Jan Kowalczyk, wygrywając konkurs olimpijski i osiem konkursów rangi CSIO. Osiem razy reprezentował polskie barwy w Pucharze Narodów. W grudniu 1984 roku, zgodnie z dokumentacją medyczną, Artemor zapadł na zapalenie mózgu i w konsekwencji tego podjęto decyzję o jego uśpieniu.